# Vegoritida-See

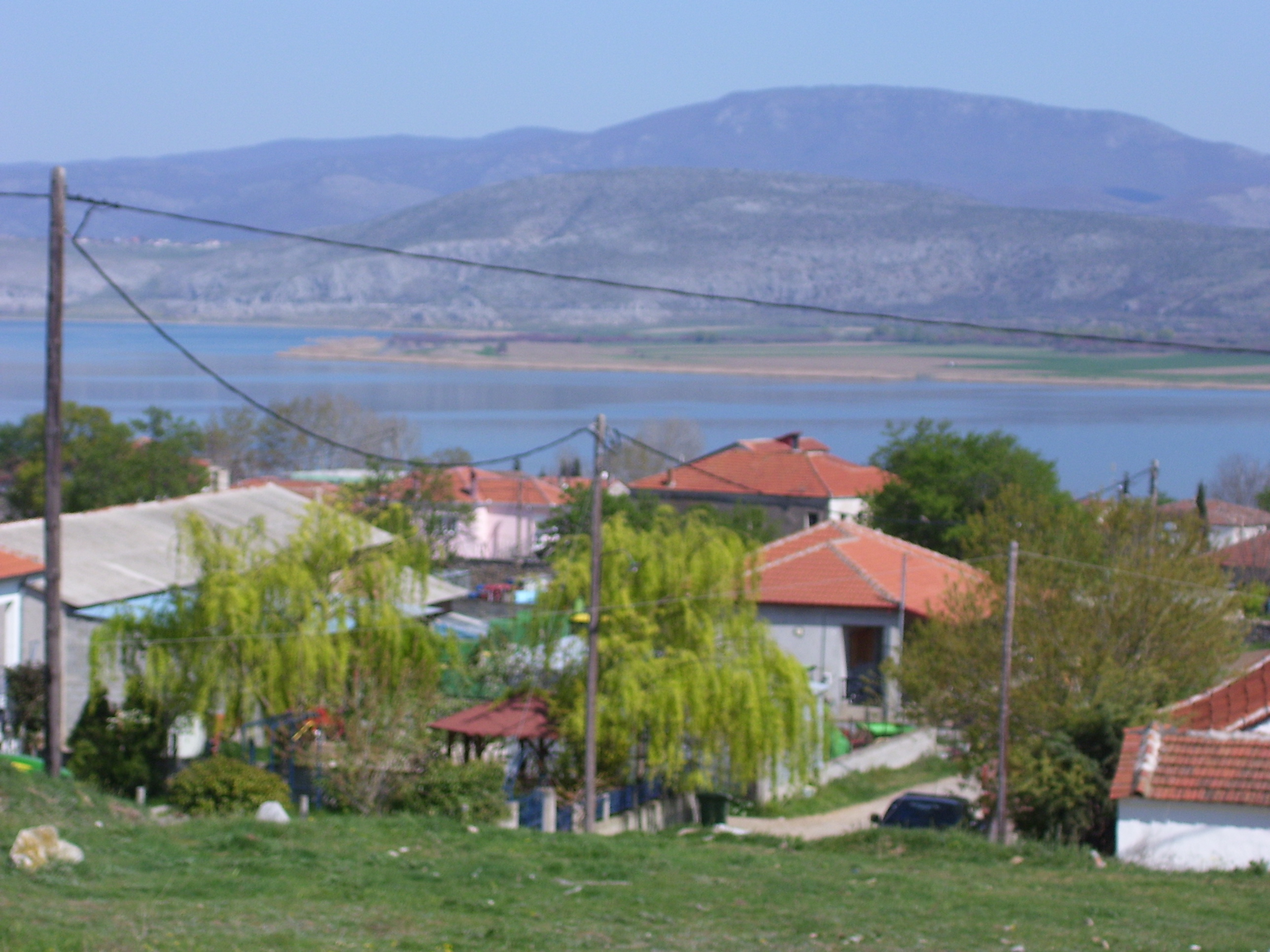
Blick auf den Vegoritida-See von der am Westufer befindlichen Ortschaft Agios Pandelimonas

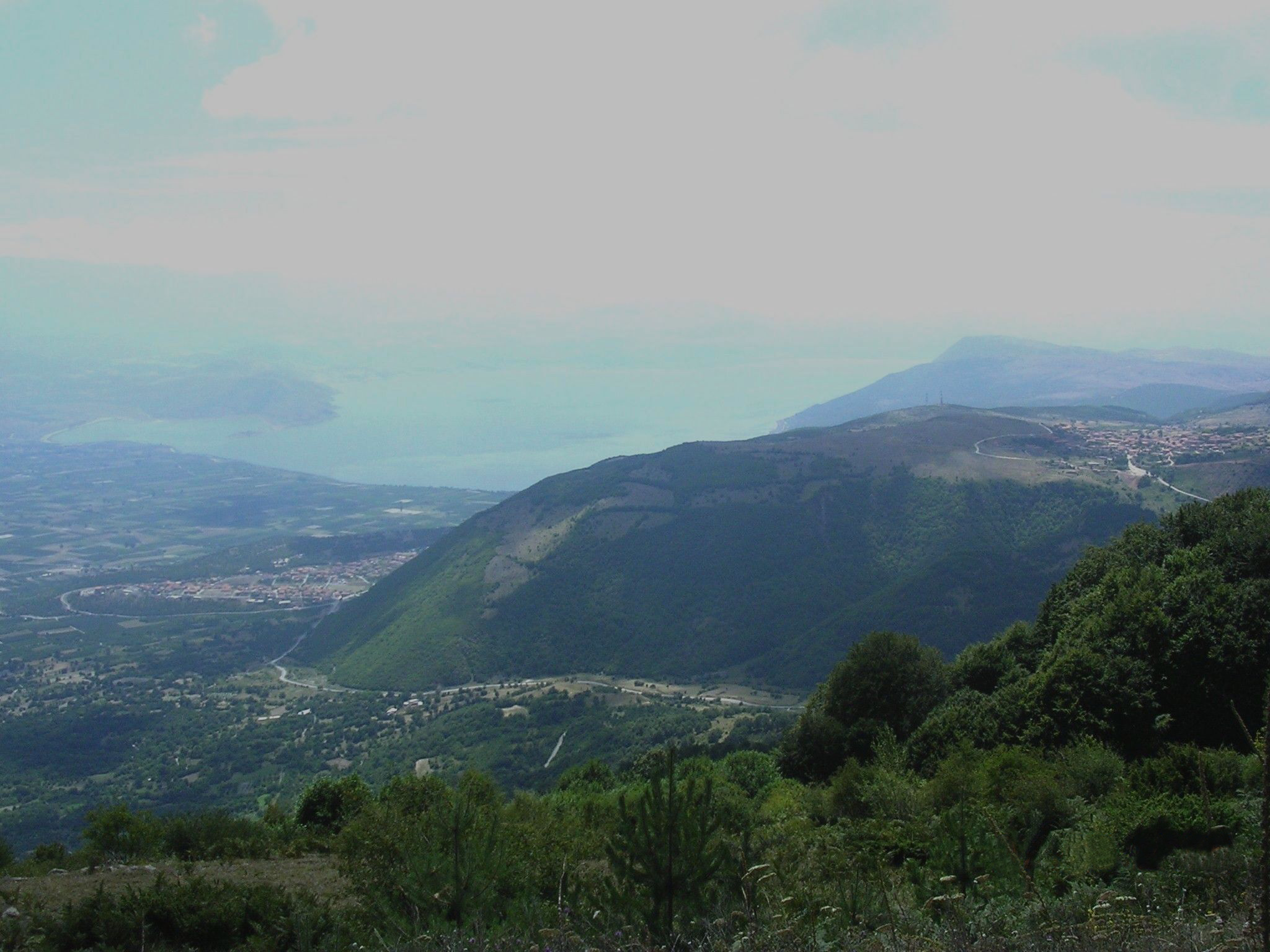
Blick auf den Vegoritida-See von Norden. Auf Seehöhe das Dorf Agios Athanasios, auf dem Berg rechts das Dorf Kelli (Kella).

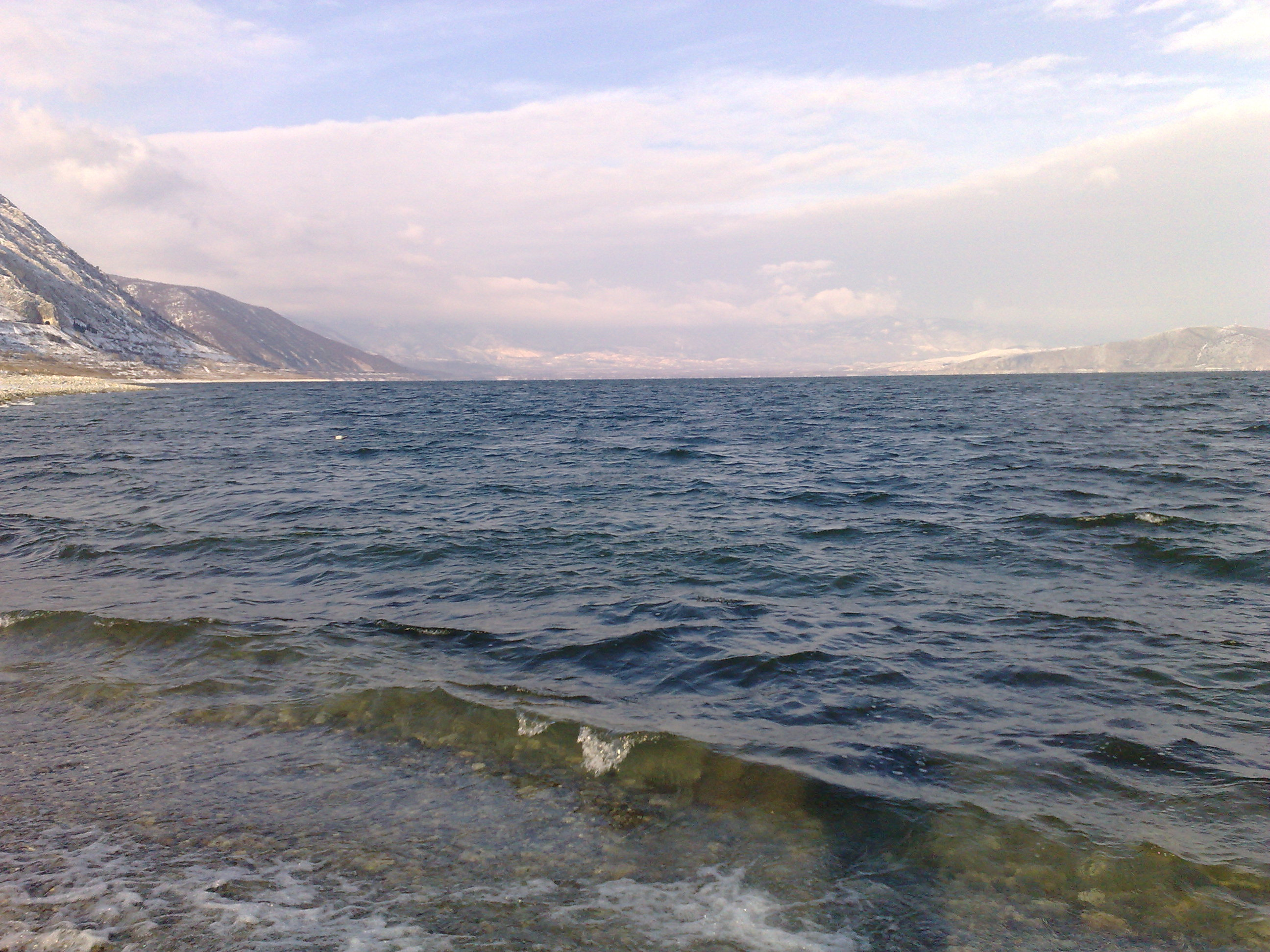
Blick nach Norden über den see von Agios Pandeleimonas.

Der Vegoritida-See (griechisch Λίμνη Βεγορίτιδα), alternative und ältere Bezeichnung Ostrovo-See (griechisch Λίμνη Οστρόβου) ist der drittgrößte natürliche See in Griechenland.

## Allgemein
Der Vegoritida-See befindet sich im Nordwesten des griechischen Festlandes in der Verwaltungsregion Westmakedonien. Seine Wasseroberfläche mit einer Ausdehnung von 54,31 km² teilt sich zwischen den Regionalbezirken Florina und Pella auf, wobei letztere nur einen etwas größeren Teil der Fläche des Sees im Osten einnimmt. Der Vegoritida-See liegt in der nordöstlichen Ebene von Eordea (Amyndeo-Ptolemaida-Kozani-Becken) und ist im Westen und im Osten von Bergen umgeben. Im Westen erheben sich unmittelbar vom Seeufer die Ausläufer des Berger Lilakos, im Osten sind es die Ausläufer des Vermio. Im Norden schließt sich an das Seeufer eine Ebene an, in welcher die Ortschaft Arnissa liegt. Weiter nördlich erheben sich die südwestlichen Ausläufer des Voras-Massivs, die Piperitsa. Nach Süden hin erstreckt sich vom Seeufer aus die Ebene von Eordaia nach Süden. Sie umfasst dabei den westsüdwestlich des Vegoritida-Sees befindlichen Petres-See sowie den weiter südwestlich befindlichen Chimaditida- und Zazari-See.
Die maximale Länge des Vegoritida-Sees beträgt 14,8 km, die maximale Breite 6,8 km. Die maximal ermittelte Tiefe des Sees beträgt 46 m – im Gegensatz zu den meisten griechischen natürlichen Seen ist der Vegoritida-See damit sehr tief. Der Wasserspiegel des Sees schwankt im Verlaufe eines Jahres erheblich; folgerichtig ändern sich sowohl die maximale Länge als auch Breite sowie die Fläche des Sees. Zuflüsse erhält der Vegoritida-See, welcher die geringste Höhe über dem Meeresspiegel der vier Seen von Eordaia aufweist, aus den anderen drei Seen sowie aus den umliegenden Bergen. Größere Flüsse führen dem See kein Wasser zu. Lediglich die drei kleinen Flüsse Skilthros, Pendavrysos und Soulou führen dem See Wasser zu. Das Wassereinzugsgebiet des Vegoritida-Sees beträgt 1.853 km². Die natürliche Entwässerung des Sees erfolgt über Katavothren (Sickerzonen), welche für den Kalkstein, in welchem der See liegt, typisch sind (Karstphänomen).
Dem See werden seinerseits zur Bewässerung von landwirtschaftlichen Flächen in den angrenzenden Ebenen erhebliche Mengen Wasser entnommen. Zusätzlich zu dieser Entnahme wird Wasser des Sees für die Lignit-Kraftwerke von Amyndeo und Ptolemaida benötigt. Die Bewässerung landwirtschaftlicher Flächen bei gleichzeitigem Einsatz von Düngemitteln führt zu einem erheblichen Schadstoffeintrag in den Vegoritida-See. Neben diesen Abwässern gelangen auch Abwässer der Ortschaften Amyndeo und der Stadt Ptolemaida in den See. Die in Ptolemaida ansässige Düngemittelfabrik bedingt einen hohen Eintrag an anorganischem Stickstoff in den Vegoritida-See. Limnologisch wurde der Vegoritida-See 1987 zu den oligotrophen Seen gerechnet. In den 1990er Jahren erreichte der See durch den Eintrag von Stickstoff, Pestiziden und Industrieabwässern ein oligomesotrophes Niveau.

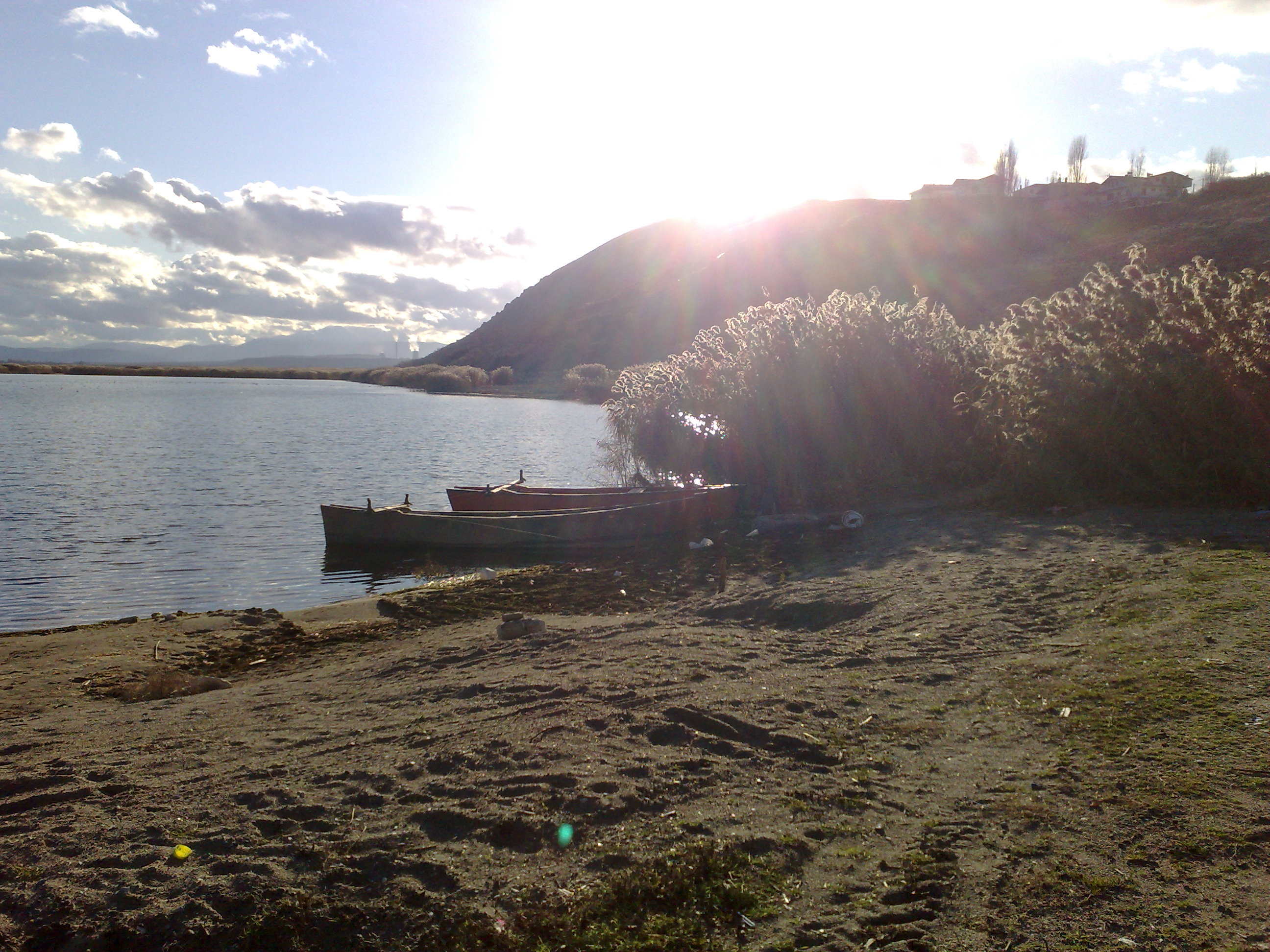
Schilflandschaft am Südufer des Sees

Dem Vegoritida-See droht bei fortschreitender Wasserentnahme und -Zuführung im gegenwärtigen Ausmaß die Verlandung. Bereits 1993 stellte eine Untersuchung des Wasserhaushaltes des Vegoritida-Sees fest, dass die Wasserbilanz des Sees seit über 30 Jahren negativ sei. Seit Mitte der 1950er Jahre ist 65 % des ursprünglichen Wasservolumens bereits verloren gegangen. 1950 lag die Seeoberfläche auf einer Höhe von 540 m über dem Meeresspiegel, 2002 waren es nur noch 508 m. Im Gebiet des Sees fallen pro Jahr im Mittel 537 mm Niederschlag. Die maximale Menge fällt im November, die minimale Menge im August. Die durchschnittliche Jahrestemperatur beträgt 12,1 °C; der Januar ist dabei der kälteste, der Juli der wärmste Monat. Der Vegoritida-See in ganzjährig eisfrei.
Neben der Ortschaft Arnissa am nordöstlichen Ende des Sees liegt die Ortschaft Agios Pandelimonas am südwestlichen Ende des Sees. Die Kleinstadt Amyndeo liegt in ca. 8 km Entfernung südwestlich vom Vegrotitida-See. Entlang des Westufers zwischen dem Lilakos und dem Seeufer verläuft die Eisenbahnstrecke Florina-Amyndeo-Edessa-Thessaloniki, entlang des Ostufers, jedoch in einiger Entfernung von diesem, verläuft die Nationalstraße 2 (Europastraße 86) von Florina über Amyndeo und Edessa nach Thessaloniki.
Der See weist einem erheblichen Fischreichtum auf, welcher durch Fischerei aus den umliegenden Ortschaften genutzt wird.

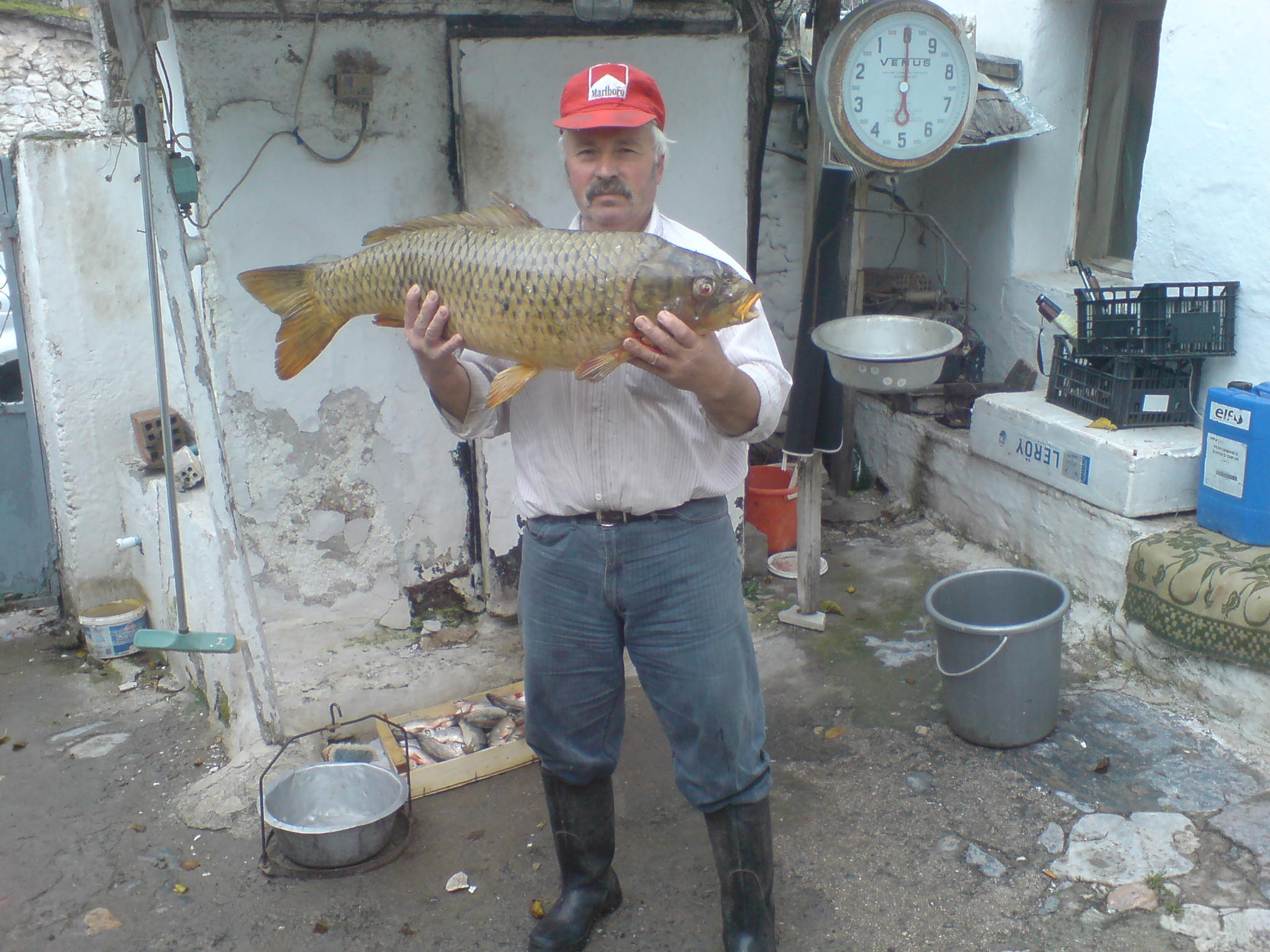
Fischer mit Karpfen aus dem See

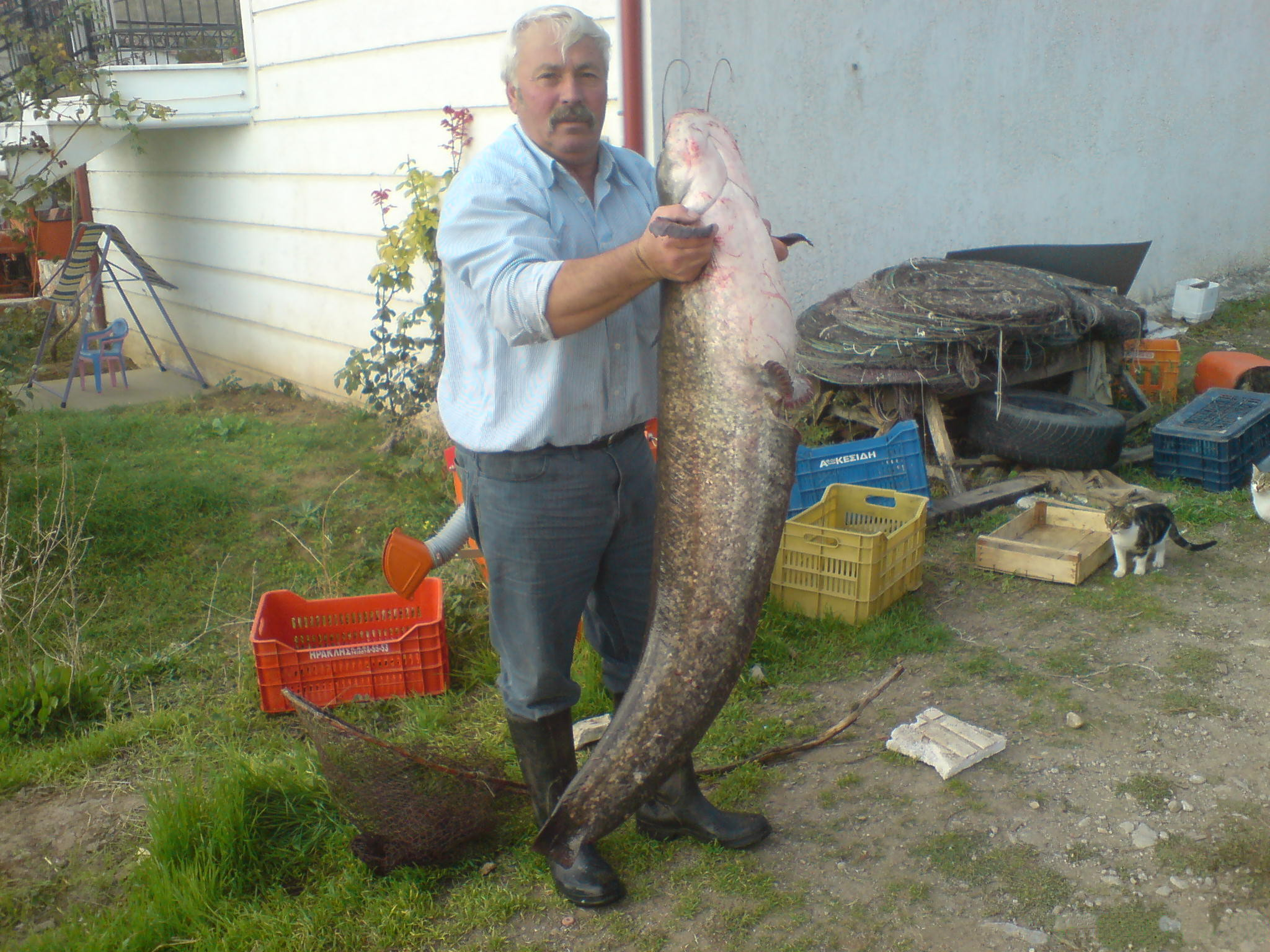
Fischer mit Wels aus dem See

Das Vorhandensein von Fischen neben den wasserreichen Ebenen nördlich und südlich des Sees haben dieses Gebiet schon in antiker Zeit zu einem Siedlungsplatz werden lassen. Nördlich des Sees in der Umgebung des heutigen Dorfes Kella (Kelli) wird die römische Siedlung Cellae vermutet, welche an der Via Egnatia lag, die im Norden den See passierte. Eine neolithische Siedlung konnte in der Nähe des Dorfes Agios Pandelimonas nachgewiesen werden. Russische Archäologen gruben hier 1897 die Überreste der Siedlung auf der Landbrücke zwischen dem Petres- und Vegoritida-See aus, darunter eine Nekropole mit 376 Gräbern mitsamt Grabbeigaben. Die ausgegrabenen Gegenstände befinden sich heute im archäologischen Museum von Istanbul. In der weiteren Umgebung von Agios Pandelimonas wurden Überreste weiterer Siedlungen aus der Bronze- und Eisenzeit entdeckt. Aufgefunden wurde ein 7.300 Jahre alter Fußboden aus Holz in sehr gut erhaltenem Zustand. Weiterhin wurden 358 Gräber einer Nekropole entdeckt, mitsamt den darin enthaltenen Grabbeigaben. Offensichtlich war das Gebiet der Gemeinde Amyndeo spätestens seit dem 6. Jahrtausend vor Christus ständig bewohnt.

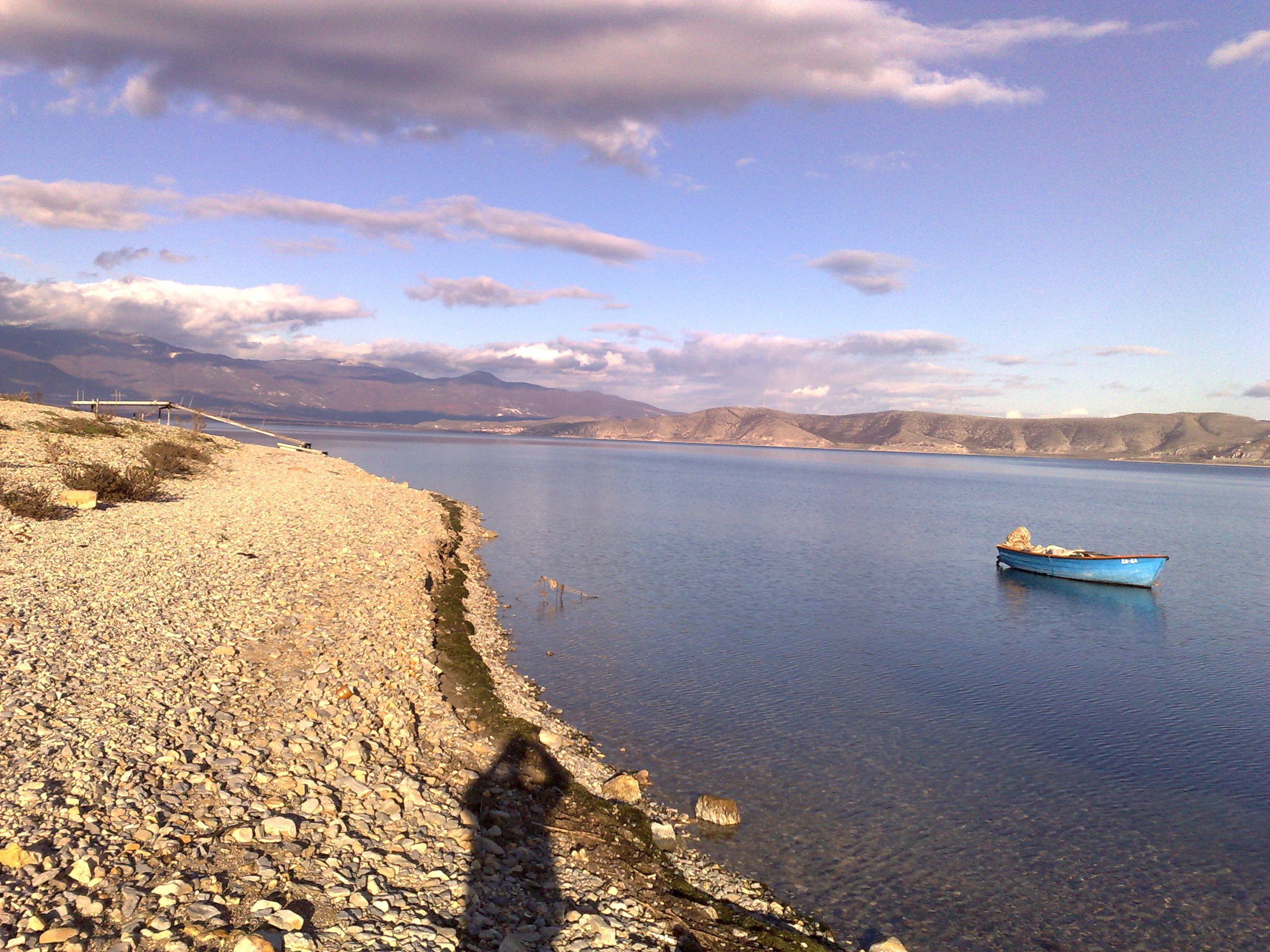
Blick auf den See mit einem Fischerboot